# Romainville – Carnot (stanice metra v Paříži)
Romainville – Carnot je stanice pařížského metra na lince 11 mezi stanicemi Serge Gainsbourg a Montreuil – Hôpital. Stanice se nachází východně od Paříže ve městě Romainville, na křižovatce ulic Rue de la République a Boulevard Henri-Barbusse, a je umístěna v hloubce 25 m.

## Výstavba
Již na konci 20. let se počítalo s prodloužením linky 11 do města Romainville, ale nakonec skončila linka již ve městě Les Lilas.
Prodloužení ze stanice Mairie des Lilas do Rosny – Bois-Perrier, jehož je stanice součástí, bylo uvedeno do provozu 13. června 2024.
V případě prodloužení tramvajové linky T1 zde bude umožněn přestup.